# Näset, Raseborg
Näset är en udde i Finland. Den ligger i Raseborg i landskapet Nyland, i den södra delen av landet, 90 km väster om huvudstaden Helsingfors.
Terrängen inåt land är platt. Havet är nära Näset åt sydost.  Närmaste större samhälle är Ekenäs, 6,9 km norr om Näset. I omgivningarna runt Näset växer i huvudsak barrskog.